# アンノ (リーヴ人)
アンノ（リヴォニア語:Anno）はリーヴ人の指導者であり、Taara aed（現ラトビア語Thoreida。ロシア語転写：トゥライダ）地方の、おそらく最初の統治者である。
アンノは、北方十字軍等のカトリック勢力のバルト地方への進出に際し、イクスキュレ（リヴォニア）司教マインハルト（マイハルト・フォン・ゼーゲベルク）へ警告を与えたことが、『リヴォニア年代記』の1186年の項に記されている。
おそらく、カウポという人物がアンノの後を継ぎ、Taara aed地方を統治した。